# Каменев, Лев Борисович
Лев Бори́сович Ка́менев (ранний вариант псевдонима — Ю. Каменев, фамилия при рождении — Ро́зенфельд; 6 (18) июля 1883, Москва, Российская империя — 25 августа 1936, Москва, РСФСР, СССР) — российский революционер, советский партийный и государственный деятель. Видный большевик, один из старейших соратников Ленина. Председатель Моссовета (1918—1926); с 1922 года — заместитель председателя СНК и СТО, а после смерти Ленина — председатель СТО до января 1926 года. Член ЦК партии большевиков в 1917—1918, 1919—1927 годах, член Политбюро ЦК в октябре 1917 года и 1919—1925 годах, затем кандидат в члены (в 1926 году). Член ЦИК и на протяжении 12 дней в 1917 году председатель ВЦИК. Также выступал как литературовед и литературный критик, в 1930-е годы возглавлял издательство «Academia», Институт литературы им. А. М. Горького и Пушкинский Дом, был введён в правление Союза писателей СССР, был самым активным герценоведом в 1930-е годы.
В 1936 году осуждён по делу «Троцкистско-зиновьевского центра» и расстрелян. Посмертно реабилитирован в 1988 году.

## Ранние годы
Лев Розенфельд родился в Москве в православной семье. Его отцом был крещёный еврей (выкрест) Борис Розенфельд. Отец был машинистом на Московско-Курской железной дороге, впоследствии — после окончания Петербургского технологического института — стал инженером. Мать, русская по национальности, окончила Бестужевские высшие курсы. Брат — Розенфельд Николай Борисович, 1886 года рождения.
Окончил 2-ю Тифлисскую гимназию и в 1901 году поступил на юридический факультет Московского университета. Вступил в студенческий социал-демократический кружок. За участие в студенческой демонстрации 13 марта 1902 года арестован, в апреле выслан в Тифлис.
Осенью того же года выехал в Париж, где познакомился с Лениным. Вернувшись в Россию в 1903 году, готовил забастовку железнодорожников в Тифлисе. По свидетельству В. Таратуты, приводимому Л. Троцким, на Кавказской областной конференции в Тифлисе в ноябре 1904 года «Каменева выбрали в качестве разъездного по всей стране пропагандиста и агитатора за созыв нового съезда партии, причём ему же было поручено объезжать комитеты всей страны и связаться с нашими заграничными центрами того времени». По утверждению Л. Троцкого, Каменев от Кавказа вошёл в состав Бюро комитетов большинства. Вёл пропаганду среди рабочих в Москве. Арестован и выслан в Тифлис под гласный надзор полиции. По мнению историка Ольги Эдельман, в 1904 году он там познакомился со Сталиным. На V съезде РСДРП в 1907 г. Каменев был избран в Центральный комитет РСДРП и одновременно вошёл в состав сепаратного «большевистского центра», созданного фракцией большевиков.
Каменев вёл революционную работу на Кавказе, в Москве и Санкт-Петербурге. В 1914 году он возглавил газету «Правда». Во время Первой мировой войны Каменев высказывался против популярного среди большевиков ленинского лозунга о поражении своего правительства в империалистической войне. В ноябре 1914 года арестован и в 1915 году сослан в Туруханский край. Находясь в ссылке в Ачинске Каменев, вместе с несколькими купцами, послал приветственную телеграмму на имя Михаила Романова в связи с его добровольным отказом от престола, как первого гражданина свободной России. Освобождён после Февральской революции.
Участник (от ЦК РСДРП(б)) VII (апрельской) Всероссийской конференции РСДРП(б), проходившей 24—29 апреля 1917 года. Был выдвинут (№ 3, после Ленина и Зиновьева) в ЦК и избран четвёртым (после Ленина, Зиновьева, Сталина) по количеству голосов:228.

## Октябрь 1917 года
В 1917 году Лев Каменев неоднократно расходился с Лениным во взглядах на революцию, а также на участие России в Первой мировой войне. В частности, указывая на то, что «Германская армия не последовала примеру армии русской и ещё повинуется своему императору», Каменев делал вывод, что «в таких условиях русские солдаты не могут сложить оружие и разойтись по домам», поэтому требование «долой войну» является сейчас бессодержательным и его следует заменить лозунгом: «Давление на Временное правительство с целью заставить его открыто, …немедленно выступить с попыткой склонить все воюющие страны к немедленному открытию переговоров о способах прекращения мировой войны».
Ленин подвергал линию Каменева критике, однако считал дискуссию с ним полезной.
На заседании ЦК РСДРП(б) 10 (23) октября 1917 года Лев Каменев и Григорий Зиновьев голосовали против решения о вооружённом восстании. Свою позицию они изложили в письме «К текущему моменту», направленном ими партийным организациям. Признавая, что партия ведёт за собой «большинство рабочих и, значит, часть солдат» (но вовсе не большинство основной массы населения), они высказывали надежду, что «при правильной тактике мы можем получить треть, а то и больше мест в Учредительном собрании». Обострение нужды, голода, крестьянского движения будет всё больше давить на партии эсеров и меньшевиков «и заставлять их искать союза с пролетарской партией против помещиков и капиталистов, представленных партией кадетов». В результате «наши противники вынуждены будут уступать нам на каждом шагу, либо мы составим вместе с левыми эсерами, беспартийными крестьянами и прочими правящий блок, который в основном должен будет проводить нашу программу». Впрочем, большевики могут подорвать свои успехи, если «возьмут сейчас на себя инициативу выступления и тем поставят пролетариат под удар сплотившейся контрреволюции, поддержанной мелкобуржуазной демократией». «Против этой губительной политики мы подымаем голос предостережения».
18 октября газета «Новая жизнь» опубликовала запись интервью с Л. Каменевым «Ю. Каменев о „выступлении“». С одной стороны, Каменев объявил, что ему «неизвестны какие-либо решения нашей партии, заключающие в себе назначение на тот или иной срок какого-либо выступления», и что «подобных решений партии не существует». С другой стороны, он дал понять, что внутри большевистского руководства нет единства по этому вопросу: «Не только я и т. Зиновьев, но и ряд товарищей-практиков находят, что взять на себя инициативу вооружённого восстания в настоящий момент, при данном соотношении общественных сил, независимо и за несколько дней до съезда Советов было бы недопустимым, гибельным для дела революции и пролетариата шагом».
В. И. Ленин расценил это выступление как разглашение фактически секретного решения ЦК и потребовал исключить Каменева и Зиновьева из партии. 20 октября на заседании ЦК РСДРП(б) было решено ограничиться принятием отставки Льва Каменева и вменить ему и Григорию Зиновьеву в обязанность не выступать ни с какими заявлениями против намеченной линии партии.

## Партийная карьера

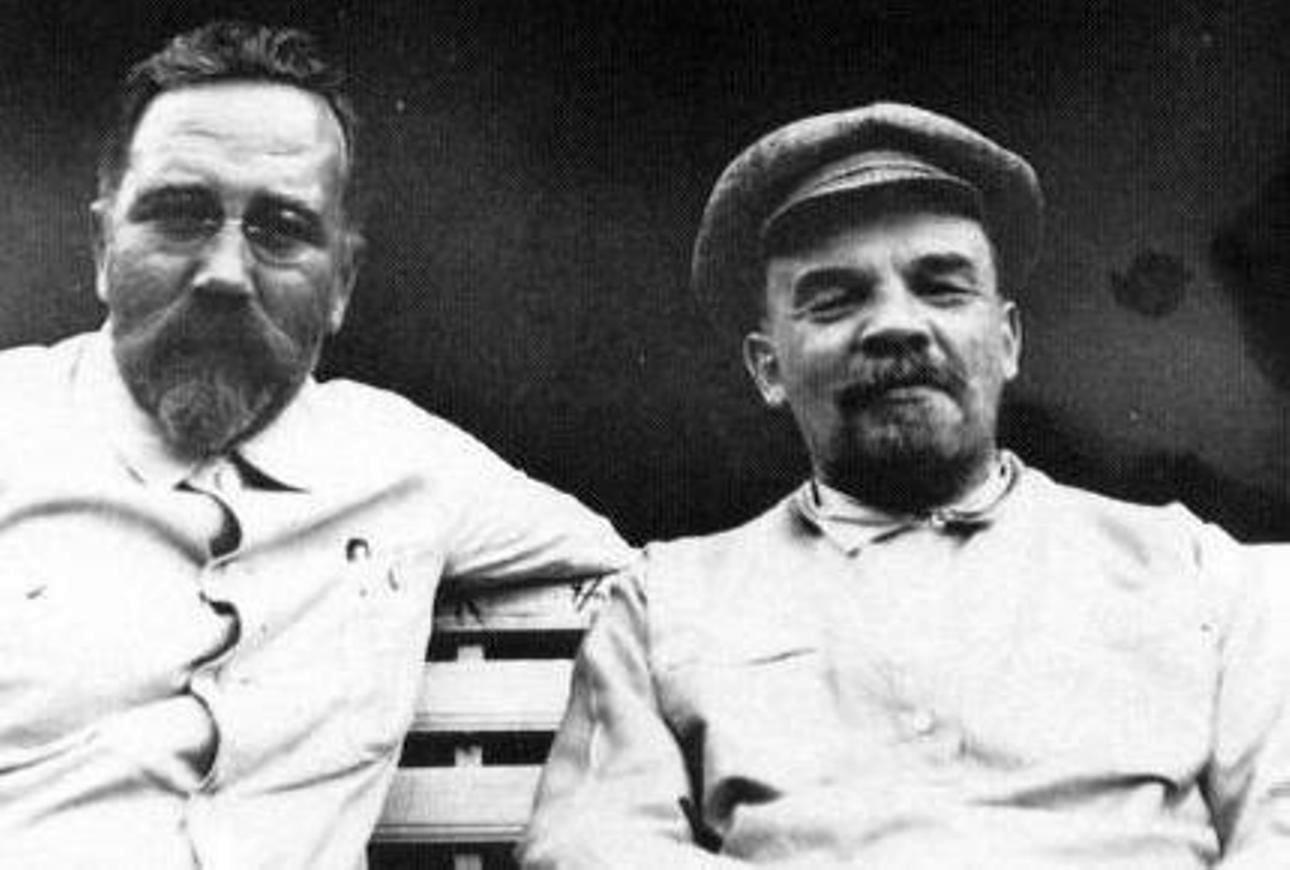
Л. Б. Каменев и В. И. Ленин, 1922

Во время Октябрьской революции 25 октября (7 ноября) 1917 года Каменев избран председателем ВЦИК (с этого момента данную должность современные историки рассматривают как должность главы государства; таким образом, Каменев стал первым главой советского государства, хотя первым председателем ВЦИК с июня 1917-го был Чхеидзе). Он покинул этот пост 4 (17) ноября 1917 года, требуя создать однородное социалистическое правительство (коалиционное правительство большевиков с меньшевиками и эсерами).
В ноябре 1917 года Каменев вошёл в состав делегации, направленной в Брест-Литовск для заключения сепаратного договора с Германией. В январе 1918 года Каменев во главе советской делегации выехал за границу в качестве нового посла России во Франции, но французское правительство отказалось признать его полномочия. При возвращении в Россию он арестован 24 марта 1918 года на Аландских островах финскими властями. Каменев был освобождён 3 августа 1918 года в обмен на арестованных в Петрограде финнов.
С сентября 1918 года Каменев — член Президиума ВЦИК, а с октября 1918 года — председатель Моссовета (этот пост он занимал до мая 1926 года).
С марта 1919 года Каменев стал членом Политбюро ЦК РКП(б).
В мае 1919 года находился на Украине с целью заготовки хлеба для Москвы. Эта миссия послужила поводом для Григорьевского восстания. Как Каменев говорил позднее, «главной целью атамана Григорьева было отрезать нас от Мелитопольского, Александровского, Перекопского и Елизаветградского уездов, где заготовлено было для отправки в Россию много миллионов пудов хлеба». Несколько дней с момента зарождения мятежа было упущено: 7 мая, когда «универсал» (манифест) Григорьева был уже составлен, Каменев решает направить свой поезд в штаб Григорьева в Александрию для выяснения ситуации и переговоров. Последующие два дня ушли на бесплодные переговоры по телеграфу между Л. Каменевым и штабом Н. Григорьева. Лишь поздно вечером 9 мая Каменев информирует об «универсале» Григорьева командующего Украинским фронтом В. Антонова-Овсеенко. К этому моменту Григорьев успел сформировать 17 эшелонов своих сторонников и направить их в сторону Екатеринослава.
Кроме того, зная о нейтральной позиции Нестора Махно, Каменев не принял мер к уведомлению об этом командующего 2-й Украинской армией (в последующем командарма-14) Анатолия Скачко, ушедшего из Екатеринослава именно в связи с опасениями соучастия Махно в григорьевском мятеже. Это промедление и непринятие мер привели в результате к обвалу Южного фронта и успешному продвижению Добровольческой армии к Москве летом—осенью 1919 года.
Во время советско-польской войны 1920 года возглавлял Главное командование РККА. 
3 апреля 1922 года именно Каменев предложил назначить Сталина Генеральным секретарём ЦК РКП(б). С 1922 года в связи с болезнью Ленина Каменев председательствовал на заседаниях Политбюро.
К Каменеву не раз обращались за помощью учёные, писатели; он сумел добиться освобождения из заключения историка А. А. Кизеветтера, литератора И. А. Новикова и других. В свой дом в Коктебеле Каменева приглашал поэт М. А. Волошин.
14 сентября 1922 года Каменев назначен заместителем председателя Совета народных комиссаров (СНК) РСФСР и заместителем председателя Совета труда и обороны (СТО) РСФСР. После образования СССР в декабре 1922 года Каменев стал членом Президиума ЦИК СССР. С 1923 года Каменев стал заместителем председателя СНК СССР и СТО СССР, а также директором Института Ленина.
На посту главы Моссовета Каменев оставался последовательным критиком предоставления широких полномочий ЧК.
По свидетельству И. М. Бергер-Барзилая, при виде тяжёлого положения рабочих в послереволюционной России Л. Б. Каменев в приватном диалоге с Александром Дубинским по-прежнему сожалел о том, что в 1917 году не было сформировано однородное социалистическое правительство: «Если бы только нас тогда послушали. Мир теперь не был бы враждебен к нам. Не пришлось бы возлагать такое непосильное бремя на плечи народа. <…> Мы оказались бы на некоторое время в оппозиции, а потом, когда народ поддержал бы нас, пришли бы к власти. Но в общем-то, снявши голову по волосам не плачут. Обратного пути нет и нужно продолжать начатое».

## После смерти Ленина

### В оппозиции
После смерти Ленина Каменев в феврале 1924 года стал председателем СТО СССР (до 1926 года).
В конце 1922 года вместе с Г. Е. Зиновьевым и Сталиным образовал «триумвират», направленный против Л. Д. Троцкого, что, в свою очередь, послужило толчком к образованию левой оппозиции в РКП(б).
Однако в 1925 году вместе с Зиновьевым и Н. К. Крупской встал в оппозицию к Сталину и набиравшему силу Бухарину; стал одним из лидеров так называемой «новой», или «ленинградской», а с 1926 года — объединённой оппозиции. На XIV съезде ВКП(б) в декабре 1925 года Каменев заявил: «товарищ Сталин не может выполнять роль объединителя большевистского штаба. Мы против теории единоначалия, мы против того, чтобы создавать вождя».
На пленуме ЦК, состоявшемся непосредственно после съезда, Каменев впервые с 1919 года был избран лишь кандидатом в члены, а не членом Политбюро ЦК ВКП(б), а 16 января 1926 года потерял свои посты в СНК и СТО СССР и назначен наркомом внешней и внутренней торговли СССР. 26 ноября 1926 года он был назначен полпредом в Италии. Числился послом в период с 26 ноября 1926 года по 7 января 1928 года.
В октябре 1926 года Каменев выведен из Политбюро, в апреле 1927 года — из Президиума ЦИК СССР, а в октябре 1927 года — из ЦК ВКП(б), 28 ноября исключён из Общества старых большевиков. В декабре 1927 года на XV съезде ВКП(б) Каменев исключён из партии. Был выслан в Калугу. Вскоре выступил с заявлением о признании ошибок.

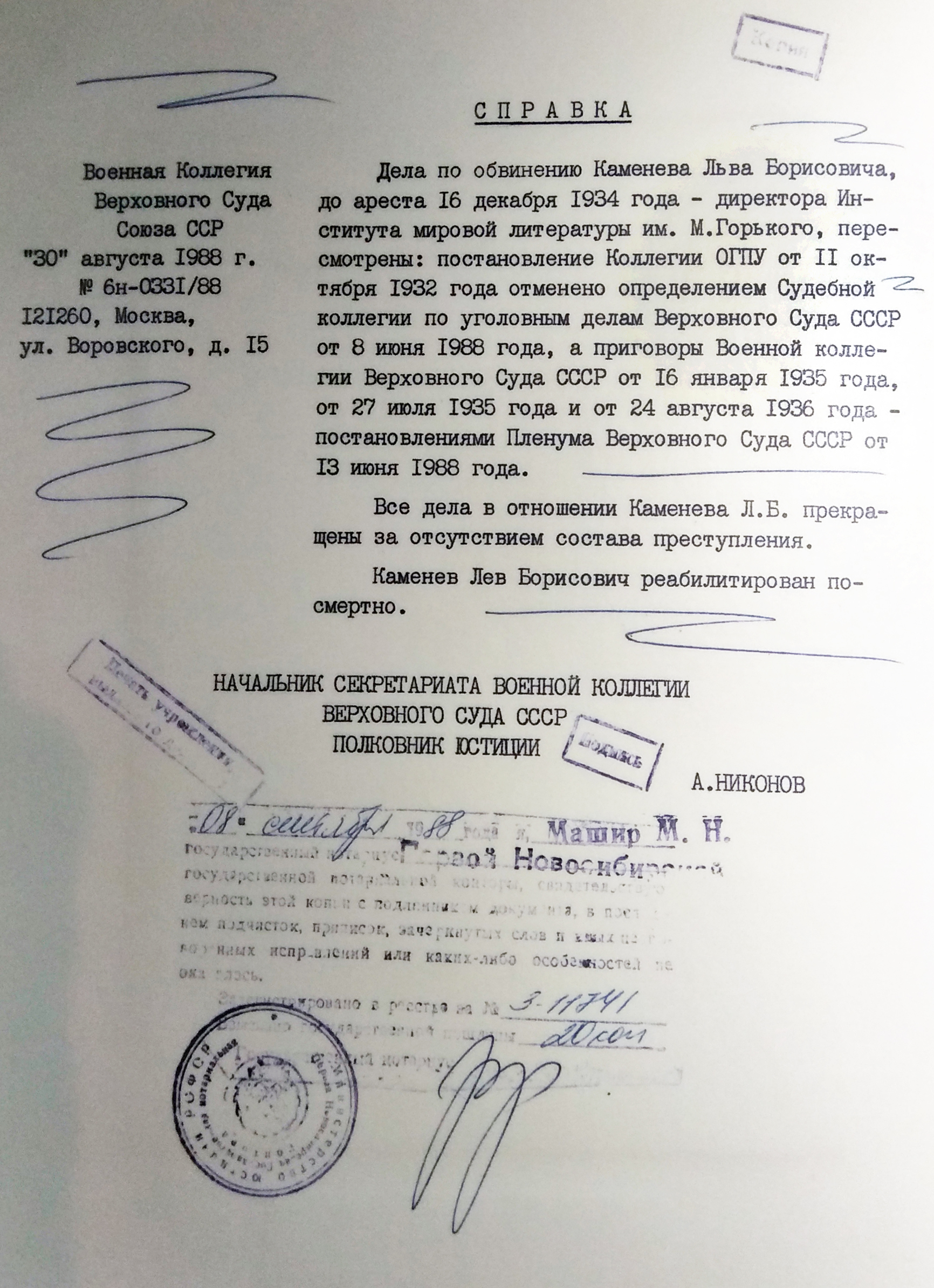
Справка о реабилитации Каменева.
Выдана в 1988 году.

В июне 1928 года Каменев восстановлен в партии. В 1928−1929 годах он был начальником Научно-технического управления ВСНХ СССР, а с мая 1929 года — председателем Главного концессионного комитета при СНК СССР.
В октябре 1932 года Каменев был вновь исключён из партии за недоносительство в связи с делом «Союза марксистов-ленинцев» и отправлен в ссылку в Минусинск.

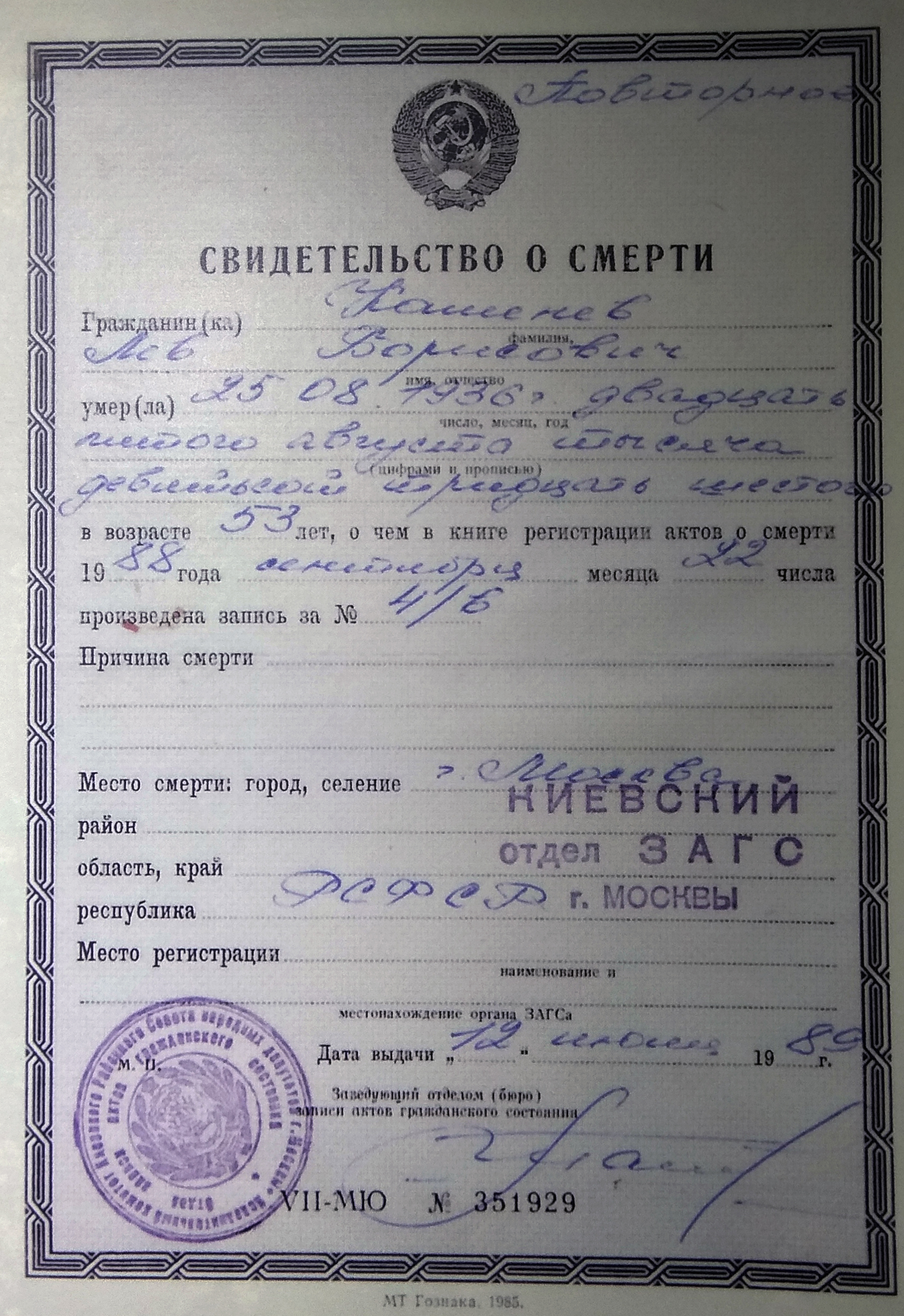
Свидетельство о смерти Каменева, выданное в 1989 г.
Подлинная причина смерти не указана.

### Литератор.Academiaи Пушкинский Дом
В декабре 1933 года Каменев снова восстановлен в партии и назначен директором научного издательства Academia, также будучи главой Пушкинского Дома: будучи отрезан от политики, он пытался уйти в историю литературы и академическое литературоведение. Каменев был автором биографий Герцена и Чернышевского, изданных в серии ЖЗЛ. Также Каменев написал предисловия к произведениям Герцена, Тургенева, Некрасова, Брюсова, Андрея Белого, Макиавелли; будучи вырезаны из книг после ареста, они не были восстановлены. Литературную деятельность Каменев начал в 1908 году, в 1920-е годы Луначарский писал, что «как литературный критик, Каменев играл заметную роль вообще в русской литературе и очень большую в нашем большевистском кругу»; Горький хвалил биографию Чернышевского: «как “живой человек”, Чернышевский не возбуждал и не возбуждает у меня особенных симпатий, но Вам удалось рассказать о нём так, что местами Ваша повесть и меня, еретика, взволновала». Вне старых круга знакомых Каменева оценивали иначе: например, Белый в дарственной надписи назвал издание его автобиографического произведения «Начало века» «искажённым предисловием Каменева»; по свидетельству П. Н. Зайцева, одно из предсмертных кровоизлияний в мозг произошло у Белого в 1933 г. после прочтения им этого предисловия. В. Ходасевич возмущённо отозвался о предисловии, назвав его «надругательством»; он же: «Умным человеком Каменева назвать трудно. Но он и не глуп. Несмотря на марксистскую тупость, в обширной своей вступительной статье он затронул ряд существенных тем, возникающих при чтении беловской книги». После чтения обвинительного акта Каменеву и Зиновьеву Чуковский писал: «Оказывается, для этих людей литература была дымовая завеса, которой они прикрывали свои убогие политические цели. <...> Понемногу
он стал пользоваться в литер. среде некоторым моральным авторитетом. <...> Мы, литераторы, ценили Каменева: в последнее время, как литератор, он значительно вырос, его книжка о Чернышевском, редактура "Былого и дум" стоят на довольно высоком уровне. ...как литератор он был мне кое в чем симпатичен (хотя его разговоры о Мандельштаме, его статьи о Полежаеве, Андрее Белом и проч. свидетельствовали о полном непонимании поэзии». С другой стороны, в заслугу Каменеву как литератору следует поставить то, что он не ограничивался исключительно «марксистским» социологическим подходом к литературе: так, в исследованиях Герцена Каменев не только распространял ленинскую интерпретацию, но и не замалчивал дореволюционные и либеральные и рекомендовал их; как пишет А. Корин, с концом самого активного герценоведа 1930-х годов окончилась дискуссия в герценоведении и установилась «правильная» интерпретация, и «арестовав Каменева, Сталин заткнул рот не только ему самому, но и Герцену». Кроме того, Чуковский писал в дневнике: «Тут он предъявил к бывшим формалистам такие формалистические требования, от которых лет 12 назад у Эйхенбаума и Томашевского загорелись бы от восторга глаза. Мысль Каменева — Горького такая: "поменьше марксизма, побольше формалистического анализа!.."»

### XVII съезд и смерть
На XVII съезде ВКП(б) выступил с покаянной речью, что не уберегло его от дальнейших репрессий. Не был избран на Первый съезд писателей СССР, но был введён Горьким в состав правления Союза. Горький также всячески покровительствовал Каменеву: просил Сталина сделать его «докладчиком по основному вопросу» на съезде писателей, по его просьбе Каменев был назначен директором Academia, надеялся вернуть его в партийную жизнь, поздравил Каменева с выступлением на XVII съезде ВКП(б): «Сейчас мне сказали, что Вами произнесена блестящая и убедительная речь — страшно рад!» В своей речи Каменев обвинил себя в «преступлении», заключавшемся в оппозиции Сталину, заявил: «считаю того Каменева, который с 1925 по 1933 г. боролся с партией и с ее руководством, политическим трупом», возвеличивая Сталина и призывая партию к «абсолютному доверию» и полному подчинению «командиру». В своей речи Каменев также сказал::

Поэтому я думаю, что я прав, когда говорю, что эпоха последнего восьмилетия - эпоха Сталина - по своему теоретическому содержанию, по достигнутым результатам, по напряжению строительной энергии, по необходимой для этого мобилизации широких пролетарских сил, - что она не меньше той эпохи... , когда во главе нас стоял Ленин... Это две равноправные эпохи, которые так и должны войти в историю.
В то время как Рой Медведев называет этот эпизод «особенно позорной страницей в биографии Каменева», рассматривая его исключительно как акт самобичевания, Александр Шубин отметил, что «и здесь можно было отметить подтекст противопоставления» Ленина Сталину в формулировке о «двух равноправных эпохах». В целом делегаты встретили выступление овациями, но некоторые выразили недоверие и потребовали доказать искренность слов «на деле». В составленном на основе бесед с Бухариным меньшевиком Николаевским «Письме старого большевика», которое Ю. Фельштинский и В. Роговин считали достоверным не в плане описанных в нём событий, а в плане отражения настроений Бухарина, говорится, что в речи можно было видеть критический подтекст: «Счастье, <...> если они имеют в такие моменты вождя, одаренного интуицией: они имеют шансы выйти победителями из самых тяжелых положений. Горе им, если на руководящем посту окажется человек, к этой роли не пригодный… Вся речь была построена и произнесена так, что у слушателей не оставалось сомнений в том, что Сталина оратор считает вождём первого типа… И только уже много позднее разобрали, что речь была построена в достаточной-таки мере маккиавелистски, что при внимательном чтении она может произвести и прямо противоположное впечатление. Именно в нее метил Вышинский, когда на последнем процессе громил Каменева как лицемерного последователя Маккиавели…»
После убийства С. М. Кирова, в декабре 1934 года, Каменев вновь был арестован и 16 января 1935 года, по делу так называемого «Московского центра», приговорён к 5 годам тюрьмы, а затем, 27 июня 1935 года по делу «Кремлёвской библиотеки и комендатуры Кремля» приговорён к 10 годам тюрьмы.
В августе 1936 года Каменев был выведен в качестве подсудимого на Первый московский процесс — по делу так называемого «Троцкистско-зиновьевского объединённого центра», 24 августа осуждён к высшей мере наказания и 25 августа расстрелян. Каменеву часто приписывается фраза, якобы сказанная в попытке приободрить павшего духом Григория Зиновьева по дороге к месту расстрела: «Перестаньте, Григорий, умрём достойно!» Диссидент Антонов-Овсеенко, приводя цитату, изначально в варианте «уйдём достойно», ссылается на «устные сообщения А.И. Микояна».
В 1988 году реабилитирован за отсутствием состава преступления. В партии посмертно, как и Зиновьев, так и не был восстановлен. 
Проживал в Москве, в Карманицком переулке.

## Личность Каменева
В своих воспоминаниях Б. Г. Бажанов писал:

Сам по себе он не властолюбивый, добродушный и довольно «буржуазного» склада человек. Правда, он старый большевик, но не трус, идёт на риски революционного подполья, не раз арестовывается; во время войны в ссылке; освобождается лишь революцией.
Человек он умный, образованный, с талантами хорошего государственного работника (теперь сказали бы «технократа»). Если бы не коммунизм, быть бы ему хорошим социалистическим министром в «капиталистической» стране.
…В области интриг, хитрости и цепкости Каменев совсем слаб. Официально он «сидит на Москве» — столица считается такой же его вотчиной, как Ленинград у Зиновьева. Но Зиновьев в Ленинграде организовал свой клан, рассадил его и держит свою вторую столицу в руках. В то время как Каменев этой технике чужд, никакого своего клана не имеет и сидит на Москве по инерции.

По словам И. А. Анфертьева, Каменев: 

«не обладал авантюристическими наклонностями, имел относительно твёрдые убеждения и немалые организаторские способности. В правящей РКП(б)—ВКП(б) он был скорее левым социал-демократом, чем большевиком, так сказать, „своим среди чужих“. Его отличало как политическое чутьё, так и в ещё большей степени политическая же осторожность. <…> Помимо набора качеств, необходимых политическому вождю, он обладал личной скромностью, не стремился к популяризации в печати собственных взглядов, проявляя разумную осторожность. <…> К тому же выступал против преследования интеллигенции, жестокости по отношению к представителям социалистических партий, за что его недолюбливали Ленин и Сталин, для которых запугивание людей, не разделявших их идеологических установок, угрозами физического истребления считалось делом обыденным».

### Семья

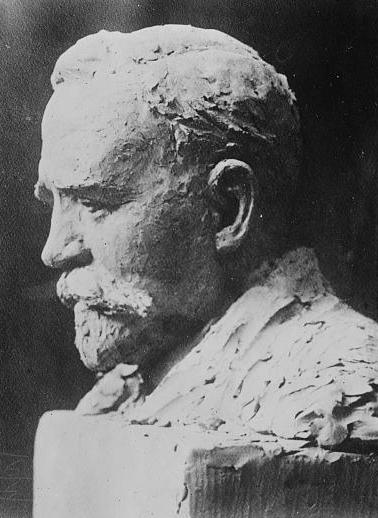
Бюст Каменева работы Клэр Шеридан

Первая жена Л. Б. Каменева — сестра Л. Д. Троцкого, Ольга Давидовна Бронштейн (1883—1941), с которой он познакомился в Париже в 1902 году. Брак распался в 1927 году, в 1941 году О. Д. Бронштейн расстреляна в Медведевском лесу под Орлом. Оба сына Каменева от брака с О. Д. Бронштейн — лётчик Александр Каменев (1906—1937) и Юрий Каменев (1921—30.01.1938) — были расстреляны. Сноха — артистка Галина Кравченко (1905—1996), внук — Виталий Александрович (1931—1966), арестован в 1951 году, приговорён к 25 годам лишения свободы.
По утверждению биографа Черчилля Тарика Али, Каменев, находясь в составе делегации в Лондоне в августе 1920 года, вступил в интимную связь с двоюродной сестрой Черчилля художницей Клэр Шеридан.
Вторая жена (с 1928) — Татьяна Ивановна Глебова (1899—1937) также расстреляна. От первого брака имела сына Игоря Глебова-Афремова (1913—1937), до ареста в феврале 1937 г. конструктора на фибролитовом заводе. (Расстрелян в мае 1937 г. Реабилитирован посмертно).  До ареста в 1935 году служила в издательстве «Academia». По воспоминаниям внучки У. В. Глебовой, сын Л. Б. Каменева от брака с ней — Владимир Львович Глебов (1929—1994) попал в детский дом, позже был репрессирован. В середине 1960-х годов был редактором газеты «Энергия». Редакторскую должность оставил для написания докторской диссертации, был профессором кафедры философии Новосибирского государственного технического университета (НГТУ, бывший НЭТИ). Воспоминания о нём и его версия смерти Сталина, частично совпадающая с версией «старых большевиков», впервые опубликована в книге Рафаэля Гругмана «Советский квадрат: Сталин-Хрущёв-Берия-Горбачёв». Внуки Л. Б. Каменева — Евгений Владимирович Глебов (род. 1961), Ульяна Владимировна Глебова (род. 1968), Устинья Владимировна Глебова (род. 1975) — проживают в Новосибирске.
Внучка Александра, старшего сына Каменева, Елена Витальевна Абрамова, а также трое её детей живут в Нью-Йорке.
Брат Каменева — Розенфельд Николай Борисович (1886—?), художник-иллюстратор, а также его бывшая жена Нина Александровна (1886—1937) были осуждены в 1935 году по «Кремлёвскому делу» к 10 годам тюремного заключения. Нина Александровна Розенфельд была расстреляна 3 июля 1937 года.

### Личные отношения со Сталиным
Во время первого побега из сибирской ссылки весной 1904 года И. В. Сталин, находясь в Тифлисе на нелегальном положении, нашёл приют в семье Каменева.

… Это произошло в городе Ачинске…, куда Иосиф Джугашвили был доставлен в конце 1916 года в связи с призывом в армию. В Ачинске Сталин обычно молча сидел в гостиной и слушал беседы, которые Каменев вёл с гостями, но, как свидетельствуют очевидцы, хозяин обычно довольно грубо обходился со своим гостем, по большей части молча сидевшим в углу гостиной, резко обрывал Джугашвили, считая, что по уровню своего образования тот мало что мог внести от себя в возникавшие в гостиной высокоинтеллектуальные дискуссии, и Сталин, как правило, замолкал.
— Цитируется по изданию:
Кузнечевский В. Д. Сталин: Посредственность, изменившая мир.

## Киновоплощения
- ?? («Октябрь», 1927)
- ?? («Великое зарево», 1938)
- ?? («Клятва», 1946)
- ?? («Вихри враждебные», 1953)
- ?? («В дни Октября», 1958)
- Альберт Венох («Гражданская война в России» / «Bürgerkrieg in Rußland», телесериал, ФРГ, 1967)
- Юльен Балмусов («Штрихи к портрету В. И. Ленина», 1967)
- Жорж Сер («Сталин — Троцкий» / «Staline-Trotsky: Le pouvoir et la révolution», Франция, 1979)
- Виктор Бурхарт («20 декабря», 1981)
- ?? (Красные колокола", 1983)
- Альберт Буров («Враг народа — Бухарин», 1990)
- Эмиль Волк («Сталин», 1992)
- ?? («Под знаком Скорпиона», 1995)
- Василий Мищенко («Маска и душа», 2002)
- Евгений Киндинов («Дети Арбата», 2004)
- Федор Ольховский («Девять жизней Нестора Махно», 2006)
- Дмитрий Чернов («Сталин с нами», 2013).
- Уильям Ки («Горькая жатва», 2017).
- Борис Хасанов («Троцкий», 2017)
- Игорь Бессчастнов («Крылья Империи», 2017)

## Сочинения
- Статьи и речи. — Т. 1, 10—12. — М., 1924—1925.
- Между двумя революциями. — М., 1923.
- Куда и как ведёт советская власть крестьянство? — Л., 1925
- Ленин и его партия. — М., 1925.
- Гёте и мы // В альманахе «Звенья». — № 2. — М.—Л.: Academia, 1933.
- Чернышевский. — М.: Жургаз, 1933. — (ЖЗЛ).
- Каменев Ю. История коммунистической партии в России // Вестник жизни. — 1919. — № 6—7. — С. 44—51.